# Hieronim Urban
Hieronim Kazimierz Urban (ur. 20 października 1897 w Wilnie, zm. 12 lutego 1965 w Łodzi) – nauczyciel fizyki i wykładowca akademicki, prorektor Uniwersytetu Łódzkiego.

## Życiorys
Pochodził z rodziny inteligenckiej. W 1915 ukończył naukę w gimnazjum ogólnokształcącym w Wilnie. W 1916 podjął pracę nauczyciela w Łudze. W latach 1918–1920 pracował jako nauczyciel fizyki w Seminarium Nauczycielskim w Wilnie, a następnie w latach 1920–1934 jako nauczyciel fizyki oraz zastępca dyrektora w gimnazjum Kutnie. W międzyczasie w 1926 ukończył fizykę na wydziale matematyczno-przyrodniczym Uniwersytetu Wileńskiego, prawdopodobnie odbył również studia z zakresu fizyki w Petersburgu i Moskwie. W Kutnie Urban był działaczem Chrześcijańskiej Demokracji i Związku Nauczycielstwa Polskiego oraz działaczem związków zawodowych. W latach 1935–1939 pełnił funkcję dyrektora I Gimnazjum i Liceum im. Pierwszego Prezydenta Rzeczypospolitej Gabriela Narutowicza w Łodzi. W 1936 był organizatorem szkolnego ośrodka kolonijnego w Sokolnikach koło Łodzi, przeznaczonego dla uczniów II Liceum.
Podczas II wojny światowej przebywał na Węgrzech, gdzie był działaczem Komitetu Pomocy Repatriantom Polskim oraz w latach 1939–1941 lub 1939–1944 dyrektorem Polskiego Gimnazjum i Liceum dla internowanej młodzieży polskiej w Balatonboglár (początkowo w Balatonzamárdi). W latach 1939–1945 był kierownikiem Wydziału Szkolnego Komitetu Obywatelskiego dla Spraw Opieki nad Polskimi Uchodźcami na Węgrzech.
Po II wojnie światowej był członkiem Komisji Likwidacyjnej Komitetu Pomocy Repatriantom Polskim – w ramach tej działalności przewiózł do polski dwa wagony materiałów naukowych, które przekazał władzom w Warszawie. W 1945 powrócił do Łodzi, gdzie został dyrektorem Studium Wstępnego w Wyższej Szkole Gospodarstwa Wiejskiego w Łodzi, a następnie także prorektorem. Później do 1956 był rektorem Wyższej Szkoły Pedagogicznej w Łodzi, a po jej włączeniu w struktury Uniwersytetu Łódzkiego był zastępcą profesora i prorektorem Uniwersytetu Łódzkiego (1956–1959). W późniejszym okresie był starszym wykładowcą fizyki i kierownikiem Zakładu Metodyki Fizyki Uniwersytetu Łódzkiego. Po II wojnie światowej był także działaczem Stronnictwa Ludowego.
Został pochowany na Cmentarzu Powązkowskim w Warszawie.

## Odznaczenia
- Złoty Krzyż Zasługi (1955) – za zasługi w pracy zawodowej w dziedzinie oświaty[7],
- Medal 10-lecia Polski Ludowej (1955),
- Krzyż Oficerski Orderu Odrodzenia Polski,
- Honorowa Odznaka miasta Łodzi[3].